# アイダホ州第1選挙区
アイダホ州第1区(アイダホしゅうだい1く、Idaho's 1st congressional district)は、アイダホ州に設置されたアメリカ合衆国下院の選挙区。

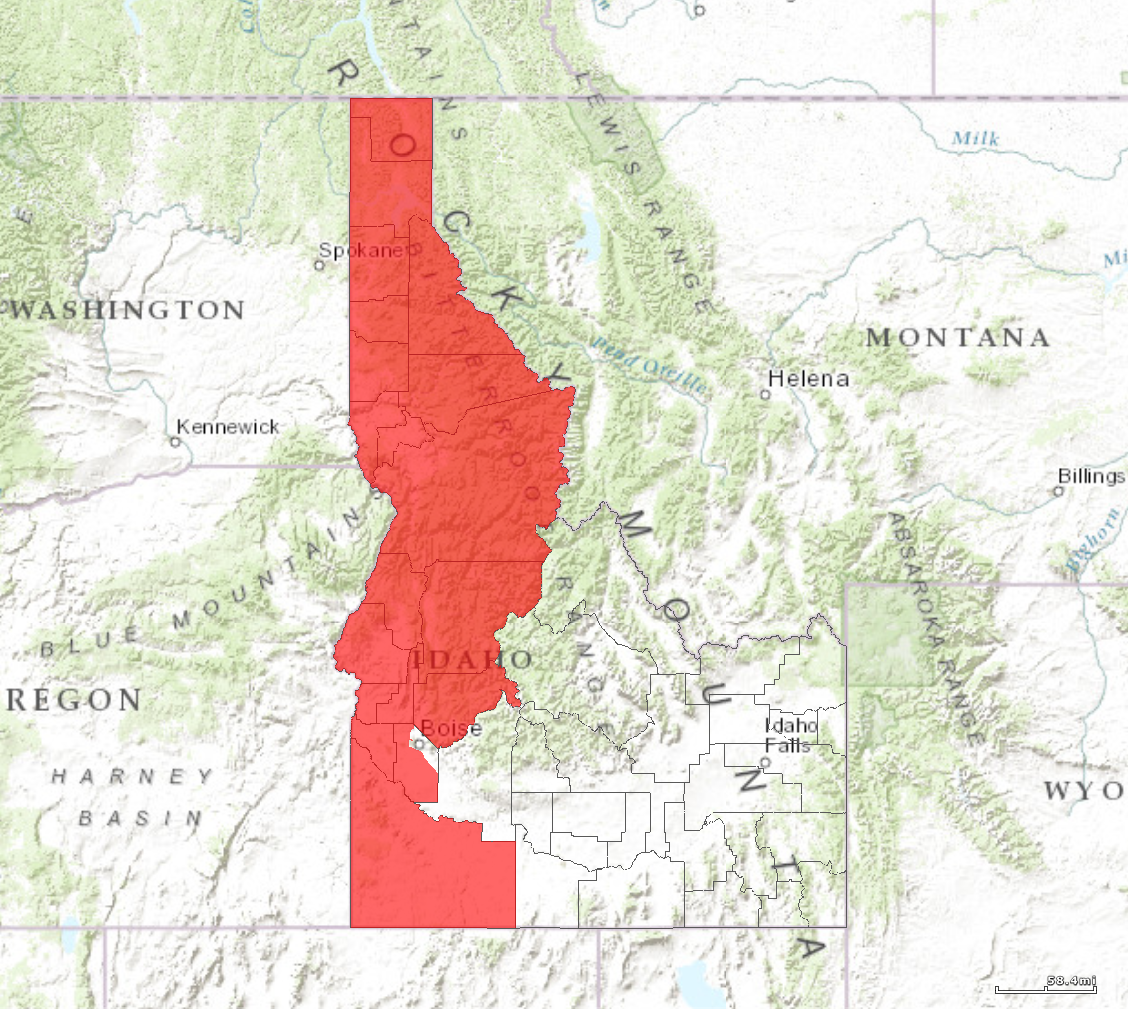
2013年 -

## 概要
1890年にアイダホ州に昇格してから1916年の選挙まで、アイダホ州には州で1地区の全州選挙区が設置されていた。1918年選挙から西部のアイダホ州第1選挙区と東部の第2選挙区が設置された。

### 区域
- アダムズ郡、ベネワ郡、ボナー郡、バウンダリー郡、ボイシ郡、キャニオン郡、クリアウォーター郡、ジェム郡、アイダホ郡、クートニー郡、レイタ郡、ルイス郡、ネズパース郡、オワイヒー郡、ペイエット郡、ショショーニ郡、バレー郡、ワシントン郡の18郡全域とエイダ郡の一部[1]

### データ
- 人口(2019年) - 934,826人[2]
- 分布(2010年) - 都市人口： 69.83%/ 農村人口： 30.17%[3]
- 世帯収入の中央値(2019年) - 62,886ドル[2]
- 民族構成 - 白人(88.65%)、その他人種(4.37%)、アジア系(1.24%)、アメリカン・インディアン/アラスカ先住民(1.20%)[2]、ヒスパニック/ラティーノ(11.49%)[2]
- 祖先の人種 - ドイツ系(17.00%)、イングランド系(13.17%)、アメリカ人(5.73%)、アイルランド系(9.40%)、ノルウェー系(3.65%)、イタリア系(3.23%)、スコットランド系(英語版（英語版）)(3.03%)、スウェーデン系(2.77%)、フランス系(2.35%)、オランダ系(2.06%)、デンマーク系(1.42%)、ポーランド系(1.22%)[2]

## 大統領選挙の結果
1912年以来、アイダホ州には現在4人の選挙人が配分されている。 以下は2000年以降の大統領選挙の結果である。
| 年     | 勝利候補                      | 敗北候補                     |
| ------ | ----------------------------- | ---------------------------- |
| 2000年 | ジョージ・W・ブッシュ(64.6%)  | アル・ゴア (27.6%)           |
| 2004年 | ジョージ・W・ブッシュ (68.9%) | ジョン・ケリー (29.5%)       |
| 2008年 | ジョン・マケイン (60.7%)      | バラク・オバマ (35.2%)       |
| 2012年 | ミット・ロムニー (65.0%)      | バラク・オバマ (32.2%)       |
| 2016年 | ドナルド・トランプ (63.7%)    | ヒラリー・クリントン (25.4%) |
| 2020年 | ドナルド・トランプ (67.1%)    | ジョー・バイデン (30.1%)     |